# منتصر
محمد منتصر (نام کامل وی: ابوجعفر محمد المنتصر بالله بن المتوکل بن المعتصم بن الرشید) (۸۳۷ - ۸۶۲ میلادی) از خلفای عباسی در بغداد بود. او شش ماه از سال ۸۶۱ تا ۸۶۲ فرمان راند. عنوان او المنتصربالله به معنی «کسی که به یاری خدا پیروز می‌شود» است.

## رفتار منتصر با علویان
منتصر برخلاف متوکل، رویه ملایمی را با شیعیان و علویان در پیش گرفت؛ وی را به سبب خوی نرمش الحلیم نیز نامیده‌اند.

## مرگ منتصر

مقبره هارون الرشید، که بیشتر با نام سلطنتی خود المعتصم بالله شناخته می شود، در نزدیکی سامرا، عراق.

منتصر ترکان را دشمن می‌داشت و می‌گفت اینان کشندگان خلفایند. ترکان چون چنین دیدند قصد کشتن او کردند و سی هزار دینار به ابن طیفور پزشک دادند تا او را با ابزاری زهرآلود کشت. مرگ او در ربیع الآخر سال دویست و چهل و هشت در سن بیست و شش سالگی رخ داد.

## وقایع مهم دوران خلافت
- امان دادن به علویانی که در زمان متوکل گریخته و پریشان و پراکنده شده بودندو باز پس دادن املاک غصب شده از آنان
- بازگرداندن فدک به اولاد علی
- امارت یافتن محمد پسرطاهر در ایران
- هرج و مرج در سامرا